# The Long Ballad
The Long Ballad (chino simplificado: 长歌行, pinyin: Chang Ge Xing, también conocida como Princess Changge) es una serie de televisión china transmitida del 31 de marzo de 2021 hasta el 3 de mayo del mismo año a través de Tencent Video.
La serie es una adaptación del manhua The Long Ballad, de la artista Xia Da (夏達).

## Sinopsis
La serie sigue a Li Changge, una joven cuya familia fue asesinada por Li Shimin, el Emperador de Tang, durante el incidente de la Puerta Xuanwu (Xuanwu Gate). Decidida a vengarse por la muerte de su familia, Changge se dirige a la provincia de Shuo bajo la apariencia de un hombre con la esperanza de formar un ejército para atacarlo.
Sin embargo, como capitana del ejército de la provincia de Shup en Zhangzhou, pierde un asedio del general Ashina Sun, un soldado Kanato turco oriental, quien decide llevársela y convertirla en su estratega militar personal.

## Reparto

### Personajes principales[3]
| Actor            | Personaje  | N.º de episodios | Notas |
| ---------------- | ---------- | ---------------- | --- |
| Dilraba Dilmurat | Li Changge | 49               | Princesa Yong Ning: es la hija del Príncipe Heredero Li Jiancheng y miembro de la realeza de la tribu uigur. Después del asesinato de su familia jura vengarse de los responsables.                                             |
| Leo Wu           | Ashina Sun | 49               | Es el hijo adoptivo de Khagan, el Gran Khan. Es un general kanato turco oriental, a cargo de la División Águila, conocido por su destreza militar y por ser invencible en el campo de batalla.                                  |
| Liu Yuning       | Hao Dou    | -                | Es un asesino y el subordinado y confidente de Du Ruhui. Es asignado para rastrear a Li Changge, así como recopilar inteligencia y eliminar cualquier posible fuente de amenaza para el reino. Tiene una relación con Li Leyan. |
| Zhao Lusi        | Li Leyan   | -                | Es la hija de Li Shimin y prima de Li Changge. Mantiene una relación a escondidas con Hao Dou. |
| Alen Fang        | Wei Shuyu  | -                | Es el hijo de Wei Zheng, así como el amigo de la infancia de Li Changge y Li Leyan. Ha estado enamorado de Li Changge, desde que ella lo salvó cuando eran jóvenes.                                                             |

### Personajes secundarios

#### Tribu Turca
| Actor                            | Personaje     | N.º de episodios | Notas                                                                                           |
| -------------------------------- | ------------- | ---------------- | ----------------------------------------------------------------------------------------------- |
| Jin Song                         | Khagan        | -                | Gran Khan: es el padre adoptivo de Ashina Sun.                                                  |
| Yi Daqian                        | Mu Jin        | -                | Es el confidente de Ashina Sun y un general turco.                                              |
| Kudousi Jiang Ainiwaer Gao Linyu | Ashina She'er | -                | Es el pequeño Khagan turco, así como el sobrino de Khagan y enemigo de Ashina Sun.              |
| Yang Mingna                      | Lady Yicheng  | -                | Princesa Yicheng de Sui: es miembro del caído reino de Sui, así como la madre de Ashina She'er. |
| -                                | Madame Jin Se | -                | Es la asistente de Yi Cheng, quien se queda junto a Ashina She'er para aconsejarlo.             |
| Zhang Haozhe                     | Ya Luo        | -                | Es un subordinado de Ashina Sun, un valiente guerrero de la tribu Yan Han.                      |
| Jiang Xiaolin                    | Su Yier       | -                | Es un miembro de la tribu.                                                                      |

#### Puerta Yan Xing
| Actor        | Personaje | N.º de episodios | Notas |
| ------------ | --------- | ---------------- | --- |
| Li Jianyi    | Qin Gu    | -                | Es el mentor de Li Changge y antiguo asesor y confidente de Gongsun Heng.                                                                        |
| Feng Junjie  | A Dou     | -                | Es el discípulo de Li Changge. Anteriormente era un gánster que luego de ser acogido en Ping Xiang Zhai, se convierte en un general de renombre. |
| Wu Chongxuan | Xu Feng   | -                | Es el confidente de Gongsun Heng, quien más tarde se convierte en seguidor de Li Changge.                                                        |
| Liu Chuxuan  | Luo Shiba | -                | Es la guardia de Li Changge, previamente fue una de los miembros del Yan Yun Dieciocho Tropas (Yan Yun Eighteen Troops).                         |

#### Imperio Real Li Tang
| Actor         | Personaje   | N.º de episodios | Notas |
| ------------- | ----------- | ---------------- | --- |
| Geng Le       | Li Shimin   | -                | Emperador Taizong de Tang: es el tío de Li Changge y padre de Li Leyan. Es el responsable de iniciar el motín que ocasionó el asesinato de los padres de Li Changge.                                         |
| -             | Wei Zheng   | -                | Es el padre de Wei Shuyu, así como el asesor de Li Jiancheng y maestro de Li Changge. |
| Cheng Taishen | Du Ruhui    | -                | Es el confidente de Li Shimin, así como un funcionario judicial importante. Es uno de los primeros en sospechar que Li Changge no está muerta, por lo que envía a Hao Dou a buscarla.                        |
| -             | Fang Qiao   | -                | Es el asesor de Li Shimin y antiguo maestro de Li Changge. Después de descubrir que Changge está viva, le miente a Li Shimin diciéndole que está muerta y destruye las pruebas de su escape para protegerla. |
| Wang Xiaowei  | Wang Junkuo | -                | Es un gobernador militar. |
| Edward Cheng  | Li Yuan     | -                | Emperador Gaozu de Tang. |
| Tian Yupeng   | Li Jing     | -                | Es un general y el amante de Hongfu Nu. |

#### Tribu Uigur
| Actor     | Personaje | N.º de episodios | Notas |
| --------- | --------- | ---------------- | --- |
| Cao Xiyue | Mimi Guli | -                | Es la hija de uno de los líderes de la tribu. Luego de ser ofrecida como esclava a los turcos, se convierte en la subordinada y espía de Madame Jin Se, quien la envía con Li Changge. |

#### Pabellón Liu Yun
| Actor       | Personaje       | N.º de episodios | Notas |
| ----------- | --------------- | ---------------- | --- |
| Sa Dingding | Madame Jing Dan | -                | Es la maestra del pabellón (pavilion). Una mujer inteligente que luego de conocer la actitud y personalidad de Li Changge se inspira de ella.                       |
| Zhou Kedi   | A Bi            | -                | Es una exclava quien es acogida por el pabellón luego de que su reino fuera destruido por los turcos. Cuando conoce a Li Changge se lleva bien con ella y la cuida. |

### Otros personajes
| Actor        | Personaje      | N.º de episodios | Notas                                                                                    |
| ------------ | -------------- | ---------------- | ---------------------------------------------------------------------------------------- |
| Lu Xingyu    | Gongsun Heng   | -                | Es un oficial feudal del Reino de Shuo.                                                  |
| Li Guangfu   | Sun Simiao     | -                | Es un médico y reverendo conocido por el sobrenombre del "Rey de la Medicina".           |
| Qiao Hua     | Gongsun Yuan   | -                | Es la hija de Gongsun Heng. Fue criada por Qin Gu y considera a A Dou como a un hermano. |
| Wang Jing    | Madame Gongsun | -                | Es la esposa de Gongsun Heng.                                                            |
| Mei Lingzhen | Hongfu Nu      | -                | Es la amante de Li Jing.                                                                 |
| Liu Haikuan  | Situ Langlang  | -                | Es el único descendiente de Yue Nu Sword. Tiene una apariencia cínica y meticulosa.      |
| Liu Tianbao  | Nu Er          | -                |                                                                                          |

## Episodios
La serie está conformada por cincuenta episodios, los cuales fueron emitidos a través de Tencent Video.

### Índices de audiencia
Los números en color rojo indican las calificaciones más bajas, mientras que los números en azul indican las calificaciones más altas.

## Premios y nominaciones
| Año  | Categoría                 | Premio                                              | Nominada(o)      | Resultado |
| ---- | ------------------------- | --------------------------------------------------- | ---------------- | --------- |
| 2021 | Outstanding Young Actress | Golden Angel Award - Chinese American Film Festival | Dilraba Dilmurat | Ganó      |
| 2021 | Best New Actor            | Golden Angel Award - Chinese American Film Festival | Alen Fang        | Ganó      |
| 2021 | Serial Drama              | Golden Angel Award - Chinese American Film Festival | The Long Ballad  | pendiente |
| 2021 | Best Actress              | 16th Seoul International Drama Award                | Dilraba Dilmurat | Nominada  |
| 2021 | Best Serial Drama         | 16th Seoul International Drama Award                | The Long Ballad  | Nominado  |

## Música
| Parte | Intérpretes  | Canción                             | Letra                       | Música               | Duración | Notas            |
| ----- | ------------ | ----------------------------------- | --------------------------- | -------------------- | -------- | ---------------- |
| 1     | Zhou Shen    | "Cocoon" (茧)                       | Sa Ji                       | Jin Dachuan (金大洲) | 3:25     | (tema de cierre) |
| 2     | Zhang Bichen | "The Direction of Light" (光的方向) | Sa Ji                       | Jin Dachuan          | 3:04     | (tema inicial)   |
| 3     | Sa Dingding  | "If You Come Back" (如若归来)       | Sa Ji & Kun Mingli (申明利) | Jin Dachuan          | 3:21     |                  |
| 4     | Jin Wenqi    | "Falling Sand" (落砂)               | Sa Ji                       | Jin Dachuan          | 3:24     |                  |
| 5     | Liu Yuning   | "A Love Like Before" (一愛如故)     | -                           | -                    | -        |                  |

## Producción
La serie está basada en el manhua "The Long Ballad" (Chang Ge Xing, 长歌行) de la artista Xia Da (夏達)
También es conocida como "Song of the Long March", "Princess Changge" y "Princess Chang Ge".
La serie fue dirigida por Chu Yuibun (朱锐斌) y Chang Jiang (常江), este último también fungió como guionista junto a Pei Yufei (裴雨飞).
Mientras que la producción estuvo a cargo de Yan Bei (鄢蓓).
Originalmente el actor Qu Chuxiao había sido elegido para interpretar a Ashina Sun, el papel principal masculino, sin embargo debido a problemas con su gestión, tuvo que abandonar el proyecto, por lo que fue reemplazado por el actor Leo Wu.
Las filmaciones iniciaron el 29 de marzo de 2020 y finalizaron el 27 de julio del 2020.
La serie contó con el apoyo de las compañías de producción Huace Media, Tencent Penguin Pictures, Yan Yu Television y Yan Ran Vision.

### Recepción
Para el 22 de agosto de 2021, la serie se convirtió en uno de los seis dramas principales de Tencent con más de 3 mil millones de visitas, ocupando el 4.º. puesto con 3.29 millones de visitas.
El 25 de agosto del mismo año la serie ocupó el TOP 1 en las Serie de televisión legendarias (vip).